# Фалькенгайн, Юлий
Юлий Фалькенгайн (нем. Julius Graf von Falkenhayn; 1829—1899) — австрийский политический деятель, граф.
Служил в армии, участвовал в Итальянском и Венгерском походах 1848 и 1849 годов. Оставив армию, занялся сельским хозяйством. В 1867 году был делегирован крупными землевладельцами в верхнеавстрийский ландтаг, где был одним из выдающихся ораторов клерикально-федералистической партии. В 1871 году Гогенварт назначил его ландесгауптманом. Во время его председательства у него произошёл резкий конфликт с немецко-либеральной партией ландтага, демонстративно покинувшей зал заседания. В 1876 году он напечатал книгу (довольно поверхностную) «Materiale zu Studien über das österreichische Budget» (Вена), где доказывал, что федеративная организация Австрии дала бы возможность сделать значительные сбережения в бюджете; за нею последовала книга «1867 bis 1877, das Jahrzehnt des ersten Ausgleichs» (Вена, 1878), тоже посвящённая финансам.
На общеавстрийских выборах 1879 года Фалькенгайн был проведён в рейхсрат в городе Вельсе, партией Гогенварта. В том же году стал министром земледелия в кабинете Тааффе (1879—93), оставался им также в министерстве Виндишгреца и вышел в отставку лишь с падением последнего в 1895 году. На выборах 1885 года он не был избран в Вельсе, но был послан в рейхсрат курией крупного верхнеавстрийского землевладения и остался её представителем после выборов 1891 и 1897 годов. В должности министра он часто выступал оратором министерства в рейхсрате, вёл всегда очень грубую полемику с либералами и развивал в своих речах программу клерикального консерватизма, опирающегося на землевладение и враждебного промышленному развитию страны; «Я не желаю, — говорил он в 1890 году, — чтобы капитал стал у нас золотым тельцом, чтобы мы молились ему и плясали вокруг него».
На него всегда с значительным уважением ссылались антисемиты, хотя Фалькенгайн официально не принадлежал ни к их партии, ни к какой-либо другой. Только в 1891 году, когда граф Кюнбург вошёл в кабинет как официальный представитель немецко-либеральной парии, Фалькенгайн стал посещать заседания клуба Гогенварта, чтобы быть в министерстве его официальным представителем. После падения министерства Виндишгреца Фалькенгайн явился в рейхсрате главой небольшой клерикально-феодальной фракции, которая заметной роли не играла. Сам Фалькенгайн несколько раз выступал с речами против финансовой политики Билинского, а в 1897 году предложил новый регламент рейхсрата, имевший целью расширением прав президента сломить оппозицию, данный законопроект не прошёл.